# Empoasca humilis
Empoasca humilis är en insektsart som beskrevs av Ross 1963. Empoasca humilis ingår i släktet Empoasca och familjen dvärgstritar. Inga underarter finns listade i Catalogue of Life.